# Conférence chrétienne d'Asie
La Conférence chrétienne d'Asie (en anglais Christian Conference of Asia - CCA) est une organisation régionale œcuménique représentant 17 Conseils nationaux et une centaine d'Églises (dénominations) dans 21 pays : Aotearoa Nouvelle-Zélande, Australie, Bangladesh, Bhoutan, Birmanie, Cambodge, Hong Kong, Inde, Indonésie, Iran, Laos, Japon, Corée, Malaisie, Népal, Pakistan, Philippines, Sri Lanka, Taiwan, Thaïlande, et Timor oriental.

## Historique
La Conférence chrétienne d'Asie a été initiée sous le nom « Conférence chrétienne de l'Asie de l'Est » (en anglais East Asia Christian Conference), lors d'une rencontre de représentants d'Églises et de conseils nationaux à Prapat (Indonésie) en mars 1957. La première assemblée s'est déroulée à Kuala Lumpur (Malaisie), en mai 1959. Le nom a été adapté lors de l'assemblée de 1973 pour s'adapter aux circonstances.
Depuis 2010, la secrétaire générale de la CCA (pour la première fois une femme) est la pasteure Henriette Tabita Hutabarat-Lebang, originaire de Sulawesi (Indonésie). Elle a affirmé que sous sa direction, la CCA s'attaquerait à « la pauvreté, les migrations, l'accumulation des armes, la violence, les violations des droits de la personne et les effets de la mondialisation ».